# Francis Marrash
Francis bin Fathallah bin Nasrallah Marrash (فرنسيس بن فتح الله بن نصر الله مرّاش, ; 1835, 1836, ou 1837 – 1873;  ou 1874), também conhecido como Francis al-Marrash ou Francis Marrash al-Halabi, foi um sírio acadêmico, publicista, escritor e poeta da Renascença árabe e médico. A maior parte de suas obras gira em torno de ciência, história e religião, analisadas sob uma perspectiva epistemológica. Viajou por toda a Ásia Ocidental e pela França em sua juventude, e depois de algum treinamento médico e de um ano de prática em sua cidade natal, Alepo, durante os quais escreveu diversas obras, matriculou-se em uma escola de medicina em Paris; porém, o declínio de sua saúde e a crescente cegueira o forçaram a retornar a Alepo, onde produziu mais obras literárias até sua morte precoce.
O historiador Matti Moosa considerava Marrash o primeiro intelectual e escritor árabe verdadeiramente cosmopolita dos tempos modernos. Marrash aderiu aos princípios da Revolução Francesa e os defendeu em suas próprias obras, criticando implicitamente o domínio otomano na Ásia Ocidental e no Norte da África. Também foi influente na introdução do romantismo francês no mundo árabe, especialmente por meio de seu uso de prosa poética e poesia em prosa, cujos escritos foram os primeiros exemplos na literatura árabe moderna, de acordo com Salma Khadra Jayyusi e Shmuel Moreh. Seus modos de pensar e sentir, e as maneiras de expressá-los, tiveram influência duradoura sobre o pensamento árabe contemporâneo e os poetas mahjaris.

## Vida

### Origens e educação
Francis Marrash nasceu em Alepo, uma cidade da Síria Otomana (atual Síria), em uma antiga família melquita de comerciantes conhecida por seus interesses literários. Tendo adquirido riqueza e prestígio no século XVIII, a família estava bem estabelecida em Alepo, embora tivesse enfrentado dificuldades: um parente de Francis, Butrus Marrash, foi morto pelas tropas do wali durante um conflito católico–ortodoxo em abril de 1818. Outros católicos melquitas foram exilados de Alepo durante as perseguições, entre eles o padre Jibrail Marrash. O pai de Francis, Fathallah, tentou atenuar o conflito sectário escrevendo um tratado em 1849, no qual rejeitava o Filioque. Ele havia construído uma grande biblioteca particular para proporcionar a seus três filhos — Francis, Abdallah e Maryana — uma formação completa, especialmente na área da língua e literatura árabe.
Alepo era, na época, um importante centro intelectual do Império Otomano, reunindo muitos pensadores e escritores preocupados com o futuro dos árabes. Foi nas escolas missionárias francesas que a família Marrash aprendeu árabe juntamente com o francês e outras línguas estrangeiras (italiano e inglês). Inicialmente, porém, Francis estudou a língua árabe e sua literatura de forma particular. Aos quatro anos, Marrash contraiu sarampo e, desde então, sofreu de problemas oculares que se agravaram com o tempo. Na esperança de encontrar um tratamento, seu pai o levou a Paris em 1850; Francis permaneceu lá por cerca de um ano, sendo então enviado de volta a Alepo enquanto seu pai permanecia em Paris. Em 1853, Francis acompanhou novamente seu pai em uma viagem de negócios de vários meses a Beirute, onde a presença e influência cultural europeia eram notáveis. Posteriormente, vivenciou contato cultural semelhante ao receber aulas particulares de medicina durante quatro anos com um médico britânico, em Alepo — ele já demonstrava um profundo interesse por ciência, especialmente por medicina. Ao mesmo tempo, escreveu e publicou diversas obras. Marrash exerceu a medicina por cerca de um ano; Contudo, considerando ser mais seguro para sua profissão tornar-se médico licenciado pelo Estado, dirigiu-se a Paris em 1866 para continuar sua formação em uma escola. Mas sua saúde frágil e a progressiva cegueira o forçaram a interromper os estudos após um ano de chegada. Retornou a Alepo completamente cego, mas ainda assim conseguiu ditar suas obras.

### Carreira literária

#### Ghabat al-haqq

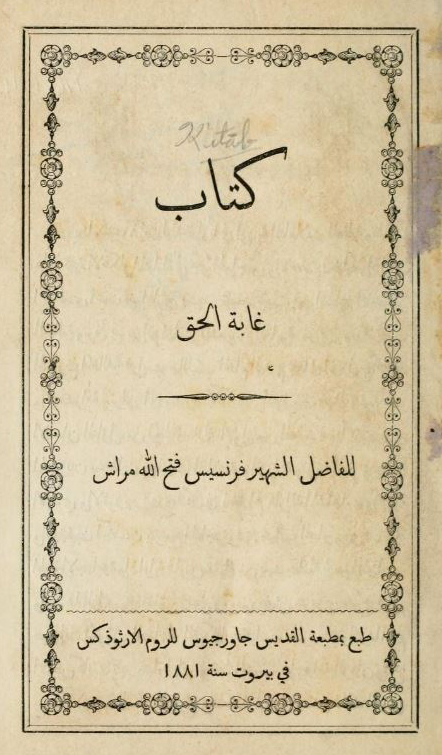
Página de título de uma reimpressão de 1881 de Ghabat al-haqq

Por volta de 1865, Marrash publicou Ghabat al-haqq ("A Floresta da Verdade" ou "A Floresta da Justiça"), uma alegoria sobre as condições necessárias para estabelecer e manter a civilização e a liberdade. Esta alegoria relaciona a visão apocalíptica de uma guerra entre um Reino da Liberdade e um Reino da Escravidão, resolvida pela captura do rei deste último e por um subsequente julgamento perante o Rei da Liberdade, a Rainha da Sabedoria, o Vizir da Paz e do Amor Fraternal, o Comandante do Exército da Civilização, com o Filósofo da Cidade da Luz — que o autor representa — atuando como conselheiro. Nesta obra, Marrash expressou ideias de reformas políticas e sociais, enfatizando que os árabes necessitavam, acima de tudo, de escolas modernas e de um patriotismo "livre de considerações religiosas". Em 1870, ao distinguir o conceito de pátria daquele de nação e aplicando este último à região da Síria, Marrash ressaltou o papel da língua, entre outros fatores, para contrabalançar diferenças religiosas e sectárias, definindo assim a identidade nacional.
Embora sua expressão poética não apresentasse a meticulosidade jurídica encontrada nas obras da Europa Iluminada, o orientalista Shmuel Moreh afirmou que, com Ghabat al-haqq, Marrash se tornou "o primeiro escritor árabe a refletir o otimismo e a visão humanística da Europa do século XVIII. Essa visão nasce da esperança de que a educação, a ciência e a tecnologia resolveriam problemas como a escravidão, a discriminação religiosa, o analfabetismo, as doenças, a pobreza, a guerra e outros flagelos humanos, expressando sua expectativa de fraternidade e igualdade entre os povos." Contudo, suas concepções sobre liberdade divergiam das dos revolucionários franceses e dos seus contemporâneos do Oriente Médio; ao considerá-la baseada numa analogia natural, via tal defesa como superficial, pois até mesmo a natureza obedece a regras próprias, segundo Marrash. Consequentemente, nada no universo pode anelar à liberdade sem obedecer a regras e necessidades essenciais que garantam sua existência. Dentre elas, a necessidade de progresso justificaria a abolição de qualquer restrição que não regulasse adequadamente um bom sistema. Em relação à Guerra Civil Americana, em Ghabat al-haqq ele defendeu a abolição da escravidão.

É pelo Amor que o mundo todo é mantido, [pelo Amor todas as coisas se movem,] pelo Amor cada criatura se perpetua separadamente, e pelo Amor o todo preserva suas partes [e assim por diante]. [...] Aquele que chama o Amor de deusa da sociedade humana não está enganado, por causa dos estranhos efeitos e das impressões milagrosas que ele produz entre os homens. Se uma estátua dele fosse [criada] e colocada sobre o altar da mente, ela tomaria a forma de uma mulher inteiramente formosa, sem uma única mancha.

—Excerto de Ghabat al-haqq, traduzido por Khalil Hawi

Mas o significado desta obra também residia na tentativa de Marrash de mesclar o pensamento europeu com sua própria interpretação da crença cristã no amor universal. De fato, ele procurou conciliar sua compreensão filosófica do conceito de liberdade com sua crença na benevolência da autoridade da Igreja Católica. Conforme afirmou Nazik Saba Yared:
Ele argumentou que somente o reino espiritual [isto é, o reino centrado na religião] poderia conter o mal [...] e, por conseguinte, garantir a liberdade do homem. O Amor é um dos pilares do Cristianismo, e Marrash, como alguns sufis e românticos, considerava-o a base da civilização, na verdade, de todo o universo [...]. Sendo o amor, para Marrash, a lei universal, e a liberdade a participação nessa lei, concluía-se que a liberdade seria inseparável do amor e da religião.

#### Obras posteriores

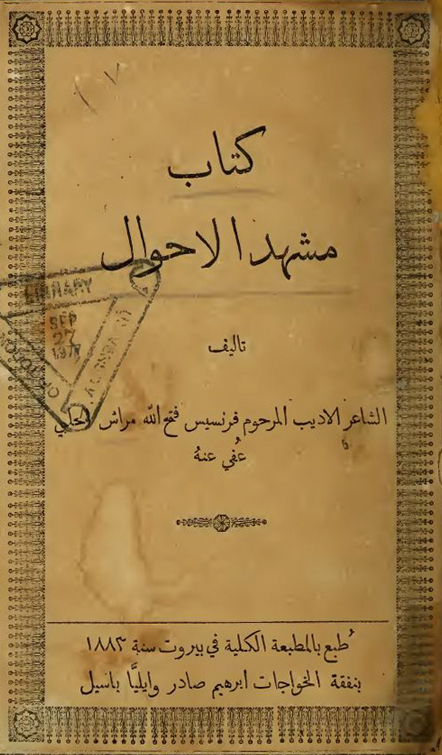
Página de título de uma reimpressão de 1883 de Mashhad al-ahwal

Em 1867, Marrash publicou Rihlat Baris, relato de sua segunda viagem a Paris. O livro começa com a descrição de seu percurso, de Alepo até İskenderun, Latakia, Trípoli, Beirute, Jafa, Alexandria, Cairo, e depois de volta a Alexandria, de onde embarcou num navio para Marselha, onde chegou em outubro de 1866. As cidades árabes despertavam nele repulsa e indiferença, exceto Alexandria e Cairo, onde Ismail Pasha já havia iniciado projetos de modernização. Em seguida, viajou pela França, com uma parada em Lyon antes de se estabelecer em Paris. Marrash ficou fascinado pela França, e por Paris, em especial; tudo o que descrevia em seu relato, desde a Exposição de Paris de 1867 até a iluminação a gás nas ruas, servia para enaltecer as conquistas da civilização ocidental. Em Mashhad al-ahwal ("O Testemunho das Etapas da Vida Humana"), publicado em 1870, Marrash novamente comparou o Oriente e o Ocidente, afirmando que "enquanto o Oriente afundava cada vez mais na escuridão, o Ocidente abraçava a luz". O otimismo que anteriormente manifestara em relação às primeiras correntes reformistas sob o reinado do Sultão Abdülaziz no Império Otomano deu lugar ao pessimismo em Mashhad al-ahwal, à medida que percebia que aquelas reformas eram superficiais e que os anseios por mudanças não se concretizariam tão logo. Contudo, em Durr al-ṣadaf fī ghara'ib al-sudaf (Conchas de Pérola em Relatar Estranhas Coincidências), publicado dois anos depois, retratou a vida social libanesa de sua época e criticou a imitação cega dos costumes ocidentais e o uso do francês no cotidiano.
Ao longo de sua vida, Marrash compôs inúmeros ensaios sobre ciência (especialmente matemática) e sobre educação, tema a que atribuía enorme importância; de fato, em Ghabat al-haqq afirmava que "sem a educação da mente, o homem é uma besta irracional". Também publicou diversos artigos na imprensa popular; em textos veiculados no periódico de Butrus al-Bustani Al-Jinan, demonstrava favorabilidade à educação feminina, embora a restringisse à leitura, escrita e a conhecimentos elementares de aritmética, geografia e gramática. Em uma edição de 1872 de Al-Jinan, escreveu que não era necessário que uma mulher "se comportasse como um homem, negligenciasse suas funções domésticas e familiares ou se considerasse superior ao homem"; contudo, acompanhou de perto os estudos de sua irmã. Marrash também criticou o tratamento severo dado pelos árabes às esposas e filhas. Em suas obras posteriores, procurou demonstrar a existência de Deus e da lei divina; a Sharia — tal como a concebia — não se restringia apenas à esfera da lei islâmica.

## Obras

### Lista

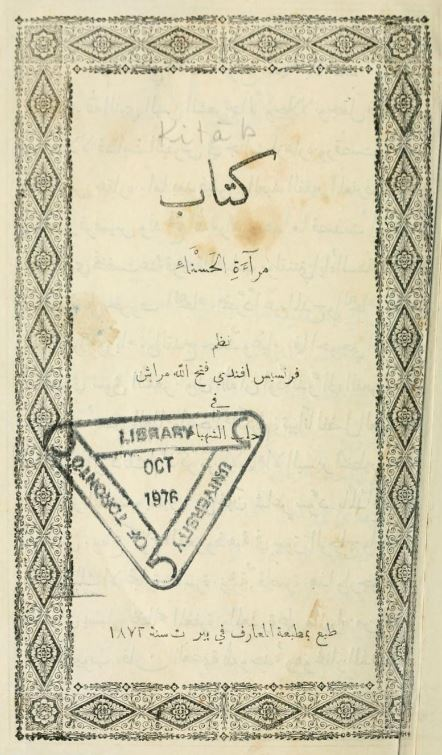
Página de título de uma impressão de 1872 de Mir'at al-hasna

- Dalīl al-ḥurrīyah al-insānīyah (Guia para a Liberdade Humana), 1861.[21]
- Al-MirPredefinição:Hamzaāh al-ṣafīyah fī al-mabādiPredefinição:Hamza al-ṭabīPredefinição:Aynīyah (O Espelho Claro dos Princípios Naturais), 1861.[21]
- TaPredefinição:Aynzīyat al-makrūb wa-rāḥat al-matPredefinição:Aynūb (Consolação do Ansioso e Repouso do Cansado), 1864 — discurso pessimista acerca de nações do passado.[21]
- Ghābat al-ḥaqq fī tafṣīl al-akhlāq al-fāḍilah (A Floresta da Verdade em Detalhar os Bons Costumes), ca. 1865.[46]
- Riḥlat Bārīs (Viagem a Paris), 1867.[21]
- Kitāb dalīl al-ṭabīPredefinição:Aynah (Guia para a Natureza), ca. 1867.[47][h]
- Al-Kunūz al-fannīyah fī al-rumūz al-Maymūnīyah (Tesouros Artísticos Concernentes às Visões Simbólicas de Maymun), 1870 — poema de quase 500 versos.[21]
- Mashhad al-aḥwāl (O Testemunho das Etapas da Vida Humana), 1870 — coleção de poemas e textos curtos em prosa rimada.[48]
- Durr al-ṣadaf fī gharāPredefinição:Hamzaib al-ṣudaf (Conchas de Pérola em Relatar Estranhas Coincidências), 1872 — romance com canções para as quais compôs as melodias.[21]; Moreh 1988, p. 96</ref>
- MirPredefinição:Hamzaāt al-ḥasnāPredefinição:Hamza (O Espelho da Belíssima), 1872.[21]
- Shahādat al-ṭabīPredefinição:Aynah fī wujūd Allāh wa-al-sharīPredefinição:Aynah (Provas da Natureza da Existência de Deus e da Lei Divina), 1892 (póstumo).[21]

### Estilo
Não mencione mais o condutor em sua jornada noturna nem os camelos de passos largos, e abandone as falas sobre o orvalho da manhã e as ruínas. [...]
Já não tenho mais apreço por canções de amor sobre moradas que já se afundaram em mares de [demasiadas] odes. [...]
Do mesmo modo, a ghada, cujo fogo, avivado pelos suspiros dos apaixonados por ela, clama aos poetas: "Ai do meu ardor!" [...]
Se um navio a vapor zarpar com meus amigos, seja por mar ou terra, por que deveria direcionar minhas queixas aos camelos?

—Excerto de Mashhad al-ahwal, traduzido por Shmuel Moreh
Marrash frequentemente incluía poemas em suas obras, escritos em forma de muwashshah e zajal conforme a ocasião. Shmuel Moreh afirmou que Marrash tentou introduzir "uma revolução na dicção, nos temas, na metáfora e na imaginação na poesia árabe moderna", zombando inclusive dos temas poéticos convencionais. Na introdução de seu livro Mir'at al-hasna] (O Espelho da Belíssima), publicado pela primeira vez em 1872, Marrash rejeitou os gêneros tradicionais da poesia árabe, especialmente os panegíricos e os paródias. Seu emprego de uma dicção convencional para expressar ideias inovadoras marcou o início de uma nova etapa na poesia árabe, posteriormente continuada pelos mahjaris. Shmuel Moreh também considerou certos trechos de Ghabat al-haqq e Rihlat Baris como prosa poética, enquanto Salma Khadra Jayyusi descreveu sua escrita em prosa como "frequentemente romântica em tom, por vezes elevando-se a alturas poéticas, declamatória, vívida, colorida e musical", definindo-a como o primeiro exemplo de prosa poética na literatura árabe moderna.

## Legado

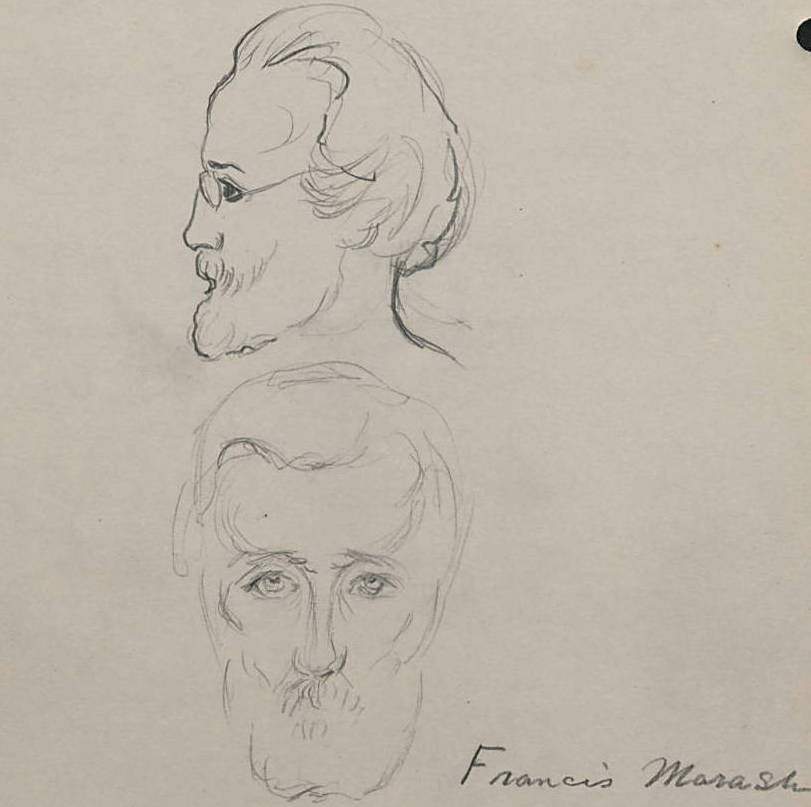
Retrato de Francis Marrash por Kahlil Gibran, ca. 1910

Kahlil Gibran foi um grande admirador de Marrash, tendo lido suas obras na Escola al-Hikma em Beirute. Segundo Shmuel Moreh, as obras de Gibran ecoam o estilo de Marrash e "muitas de suas ideias sobre escravidão, educação, emancipação feminina, verdade, a bondade natural do homem e os valores morais corrompidos da sociedade". Khalil Hawi afirmou que a filosofia do amor universal de Marrash deixou uma profunda marca em Gibran. Além disso, Khalil Hawi observou que muitas das expressões recorrentes de Marrash tornaram-se imagens de referência para escritores árabes do século XX, como "os vales da contemplação mental", "as asas dos pensamentos", "as aflições e os sonhos", "os véus da história", "o Reino do Espírito", "as ninfas da floresta, a primavera e o amanhecer", "diademas douradas", "as joias de luz", "as tempestades dos dias e das noites" e "a fumaça da vingança e a névoa da ira".